# Muhsin Yazıcıoğlu
Muhsin Yazıcıoğlu (Şarkışla, Sivas, 31 december 1954 - Göksun, Kahramanmaraş, 25 maart 2009) was een Turks politicus.
Hij was afkomstig uit de Turkse provincie Sivas. Yazıcıoğlu was de leider en de stichter van de Grote Eenheidspartij, een nationalistische Turkse politieke partij. Bij de parlementsverkiezingen van 2002 haalde de partij 1,1% van de stemmen en geen zetels. Bij de verkiezingen in 2007 werd Yazıcıoğlu verkozen als onafhankelijke.
Yazıcıoğlu verongelukte op 25 maart 2009 bij een helikopterongeval in Göksun in de Turkse provincie Kahramanmaraş. Er wordt wel gespeculeerd dat hij vermoord zou zijn, maar daarvoor is tot op heden geen bewijs gevonden.

## Jeugdjaren en onderwijs
Muhsin Yazıcıoğlu werd op 31 december 1954 geboren in het kleine dorp Elmali gelegen in provincie Sivas. Na zijn basis- en middelbaar onderwijs in Şarkışla afgerond te hebben, vertrok hij naar Ankara, waar hij veterinaire geneeskunde aan de Universiteit van Ankara studeerde.

## Politieke loopbaan

### Periode voor 1980
Yazıcıoğlus politieke gedachtegoed voert terug naar het jaar 1968. Hij was redacteur van een schoolkrant en schreef dikwijls over de situatie in Turkije, waarbij hij zich afvroeg hoe een land met zo'n rijke geschiedenis in zo'n slechte staat geraakt kon zijn. In die jaren werd hij lid van de Beweging van de Idealisten (Ülkücüler Hareketi). Tijdens zijn universitaire studie bekleedde hij ook diverse functies op het hoofdkantoor van de Idealisten. Zo was hij zowel vicevoorzitter als voorzitter. Tevens was hij de oprichter en voorzitter van de Idealistische Jeugdvereniging die in 1978 tot stand kwam. In die periode zouden ook de eerste beschuldigingen tegen hem worden geuit. Zo werd bij beschuldigd van moordpartijen in Bahçelievler en Kahramanmaraş, maar hij kwam vrij nadat hij onschuldig was bevonden.

### Periode 1980-1992
Tot het jaar 1980 was Yazıcıoğlu vicevoorzitter van de MHP. Na de staatsgreep van 12 september 1980 kwam een gerechtelijk proces tegen onder meer de MHP op gang, als gevolg waarvan Yazıcıoğlu 7,5 jaar in de gevangenis van Mamak belandde, waarvan 5,5 jaar in een isoleercel. Hier zou hij talloze martelingen ondergaan, en het was ook hier dat hij een gedicht schreef dat na zijn overlijden veel publiciteit zou krijgen.
Na 7,5 jaar werd Yazıcıoğlu onschuldig verklaard en vrijgesproken. Hierna zette hij zich in voor de Idealisten die nog gevangenzaten en voor hun families. Zo stichtte hij de stichting voor sociale zekerheid en onderwijs en was hijzelf tevens voorzitter. Yazıcıoğlu werd in het jaar 1987 lid van de MÇP, aangezien de MHP verboden werd. Zijn functie bij de MÇP was plaatsvervangend secretaris-generaal. Tijdens de verkiezingen van 20 oktober 1991 werd hij gekozen als volksvertegenwoordiger voor de provincie Sivas.

### Periode 1992-2009
Op 7 juli 1992 verliet Yazıcıoğlu samen met vijf volksvertegenwoordigers de MÇP, omdat hun ideeën niet strookten met die van de partij. Yazıcıoğlu en zijn vrienden misten de islamitisch-religieuze aspecten in de MÇP. Op 29 januari 1993 zou hij uiteindelijk samen met het groepje MÇP-verlaters de Grote Eenheidspartij oprichten. Tot zijn dood zou hij die partij als leider trouw blijven.
Op 24 december 1995 kwam hij als volksvertegenwoordiger in het parlement. De jaren erna zou hij bovendien telkens herkozen worden als leider van de Grote Eenheidspartij. Ook tijdens de verkiezingen van 22 juli 2007 zou Yazıcıoğlu gekozen worden als volksvertegenwoordiger voor de provincie Sivas.

## Helikopterongeluk
Op 25 maart 2009 zal de helikopter die van Kahramanmaraş vertrok richting Yozgat, Yerköy onderweg verongelukken.